# Модуль гидравлический
Модуль гидравлический — насосный блок, являющийся универсальным (групповым, индивидуальным) гидравлическим приводом, выполненным на принципах ультраустойчивости, с регулятором типа «предиктор-корректор», позволяющим автоматически изменять подачу рабочей жидкости по фактической потребности гидросистемы в режиме реального времени (без фазового сдвига).
Любой источник гидропитания может собираться из неограниченного количества модулей ИПК, причём конфликт из своих же регуляторов между собой исключён.
Модуль гидравлический ИПК состоит из регулируемого насоса со следящим механизмом изменения подачи и блока автоматического регулирования подачи и поддержания стабильного давления, который является одновременно газогидравлическим микроаккумулятором поршневого типа, шток которого соединен с органом управления регулируемого насоса. Штоковая (гидравлическая) часть микроаккумулятора соединена с напорной магистралью. Поршневая часть микроаккумулятора заряжена азотом на рабочее давление, причем объём газа определяет пределы изменения давления в гидросистеме. Величина хода поршня МА соответствует полному диапазону регулирования производительности насоса. Конструктивно модуль гидравлический не подпадает под регистрацию «Росгортехнадзора», независимо от мощности модуля.
В терминах теории информации аккумулятор и насос гидравлического модуля образуют собой систему «предиктор-корректор» (предсказатель-поправщик), реализующую высшую форму управления. Математически в комплексной форме этот тандем описывается выражением: Y(ω)*Y(ω)−1=W, где Y(ω) — минимально фазовая частотная характеристика аккумулятора, обратная ей Y(ω)−1 — характеристика насоса, W — сглаженный спектр мощности (см. теорию линейного минимального квадратичного сглаживания и предсказания).